# Castello di Mesola

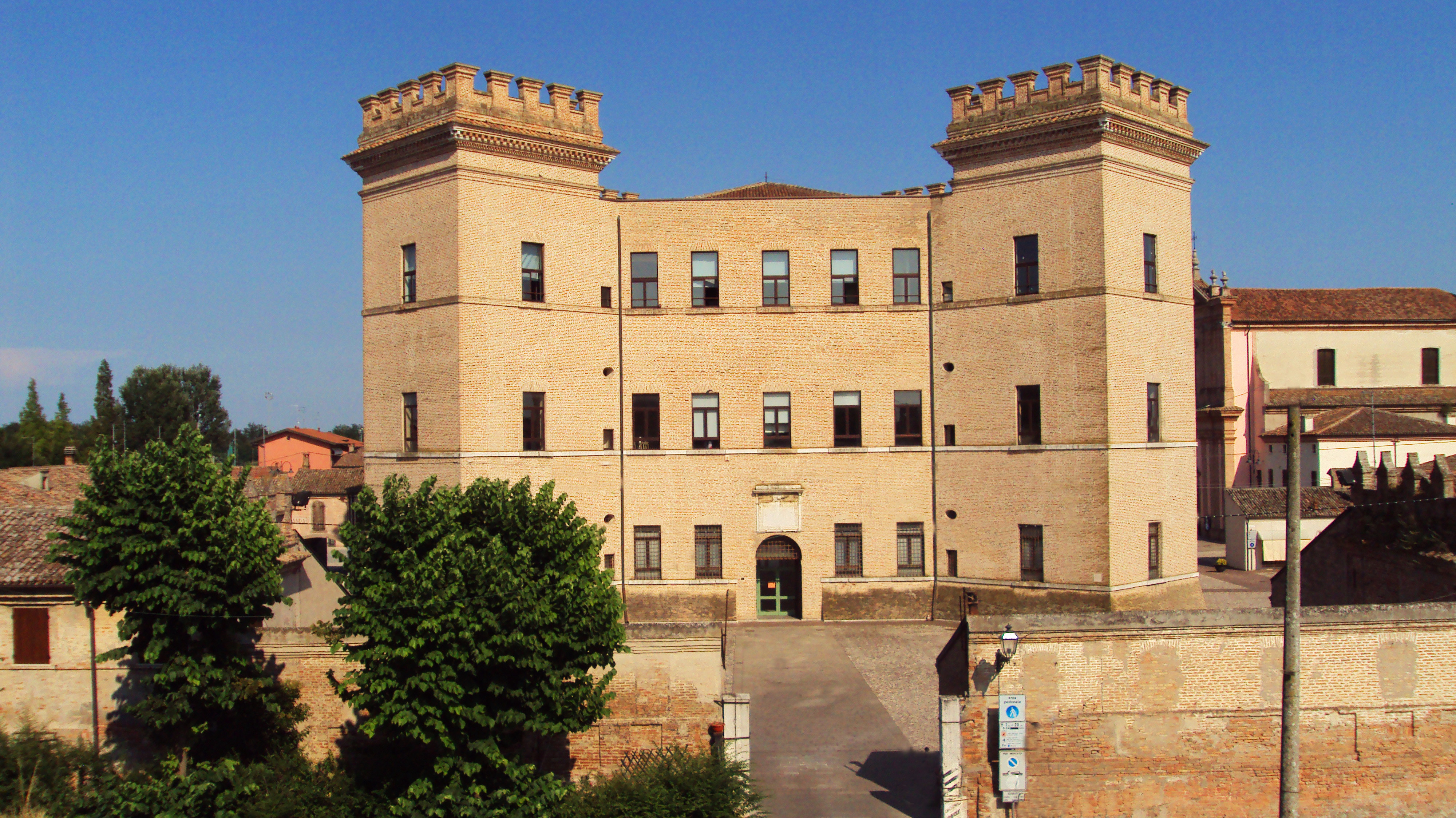
Castello di Mesola

Das Castello di Mesola ist eine Residenz der D’Estes in Mesola in der italienischen Region Emilia-Romagna. Das Schloss liegt an der Piazza Umberto I.

## Geschichte
Das Castello di Mesola, genannt „Il Montagnana“, wurde im Auftrag von Herzog Alfonso II. d’Este von Giovanni Battista Aleotti nach Plänen von Marc’Antonio Pasi zwischen 1578 und 1583 errichtet und diente den D’Estes als Jagdschloss bei ihren Jagden im angrenzenden Bosco di Mesola (dt.: Wald von Mesola, heute Landschaftsschutzgebiet). Das Schloss hat einen quadratischen Grundriss mit vier zinnenbewehrten, quadratischen Ecktürmen und umgeben von Arkadengebäuden. Das Anwesen blieb bis 1771 in Besitz der D’Estes. Danach wechselte es mehrmals der Besitzer, bis es 1952 unter die Kontrolle der Ente Delta Padano (Verwaltung des Podeltas) kam. Heute gehört es der Provinz Ferrara.  

## Beschreibung
Im zweiten Obergeschoss des Schlosses ist das Museo del bosco e del cervo della Mesola (dt.: Wald- und Hirschmuseum der Mesola) untergebracht. Im ersten Obergeschoss kann man eine permanente Ausstellung sehen, die die Stufen des Traums der D’Estes nachzeichnet, der Ende des 16. Jahrhunderts im Bau dieses mächtigen Schlosses, umgeben von einer 12 Meilen langen Mauer und mit Blick auf den Naturhafen des Abtes, kulminierte, sodass die Venezianern sagten, dass Mesola eher ein Versuch gewesen sei, eine neue Hafenstadt zu bauen. Die elegante Umgebung mischt sich mit der Meisterhaftigkeit der Säle mit Decken, die mit Fresken versehen sind, und ihr Besuch bereichert durch interessante Multimedia-Reproduktionen. Im Erdgeschoss findet man im Inneren des großartigen Salons die Symbole der Persönlichkeiten, die in der Geschichte des Schlosses eine Rolle gespielt haben, von den D’Estes bis zum Kirchenstaat.